# Planolocha
Planolocha là một chi bướm đêm thuộc họ Geometridae.